# Kreuzensteinerhof

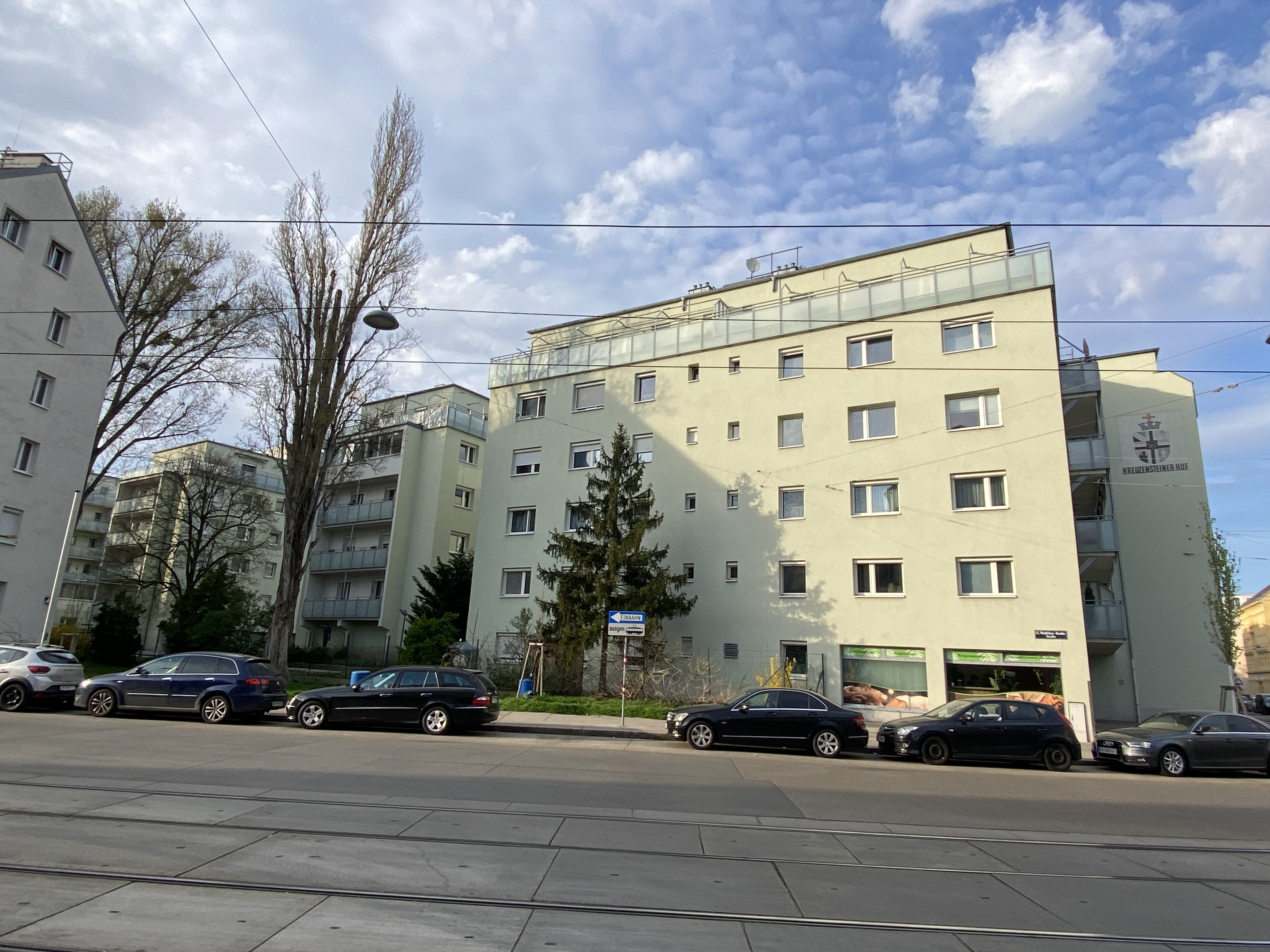
Kreuzensteinerhof, Schöpfleuthnergasse / Matthäus-Jiszda-Straße

Der Kreuzensteinerhof (auch Kreuzensteiner Hof) ist eine Eigentumswohnanlage in der Floridsdorfer Hauptstraße 14 im 21. Wiener Gemeindebezirk, Floridsdorf. Sie umfasst vier Baukörper zwischen Floridsdorfer Hauptstraße und Schöpfleuthnergasse (Hausnummer 5) mit sieben Stiegenhäusern.

## Geschichte
Architekt der Eigentumswohnanlage war Josef Vytiska. Sie wurde 1967 fertiggestellt. Ursprünglich war als Ausschmückung eine Plastik von Edwin Grienauer mit dem Motiv Tritonenkampf vorgesehen, die Grienauer aber nicht mehr fertigen konnte. Daher bot Grienauers Witwe dem Bauherrn, dem Verein der Freunde des Wohnungseigentums, als Ersatz eine 2,40 Meter hohe Bronzeplastik Grienauers mit dem Titel „Jüngling“ an, was vom Bundesministerium für Bauten und Technik im Februar 1968 genehmigt wurde. Wahrscheinlich handelt es sich um dieselbe Plastik, die schon früher als „Athlet“ oder „(Olympischer) Sieger“ firmierte und bereits von 1928 stammt. Diese Plastik ist in der Wohnanlage aufgestellt.
Eingeweiht wurde die Wohnanlage am 26. Oktober 1969 im Zuge eines Festaktes in Anwesenheit des damaligen Bundeskanzlers Josef Klaus und von Hermine Raab, der Witwe von Julius Raab. Die Namensgebung erfolgte im Hinblick auf das vielfache kulturelle Wirken der Katholischen Österreichischen Studentenverbindung Kreuzenstein Wien. Offenbar hielt die Verbindung dort ihre Versammlungen ab.
Im Hof ist eine Gedenktafel für den christlich-sozialen Bundeskanzler Julius Raab, der auch Couleurstudent war, angebracht.
An der Hausfassade findet sich die Inschrift: Die katholische Studentenverbindung Kreuzenstein gedenkt ihres väterlichen Freundes und Förderers, des Freiheitskanzlers Ing. Julius Raab, der am 8. Jänner 1964 nach einem Leben für Österreich in Wien-Floridsdorf starb. Alles was heute für unsere Jugend getan wird, bringt morgen schon Segen für unser Land. Julius Raab, Pfingsten 1959.
Das Porträt von Julius Raab an der Hausfassade sowie das Wappen der Kreuzenstein Wien stammen von Hermann Bauch.
In der Einfahrt zum Hof ist eine Gedenktafel an das Wirken der Kreuzenstein Wien angebracht:  Die K.Ö.ST.V. Kreuzenstein ist eine farbentragende Verbindung katholischer Obermittelschüler, die seit 1927 für Glaube und Österreich in Floridsdorf wirkt. Sie fördert das selbständige und eigenverantwortliche Handeln in der Gemeinschaft und die Zusammenarbeit von Jung und Alt.

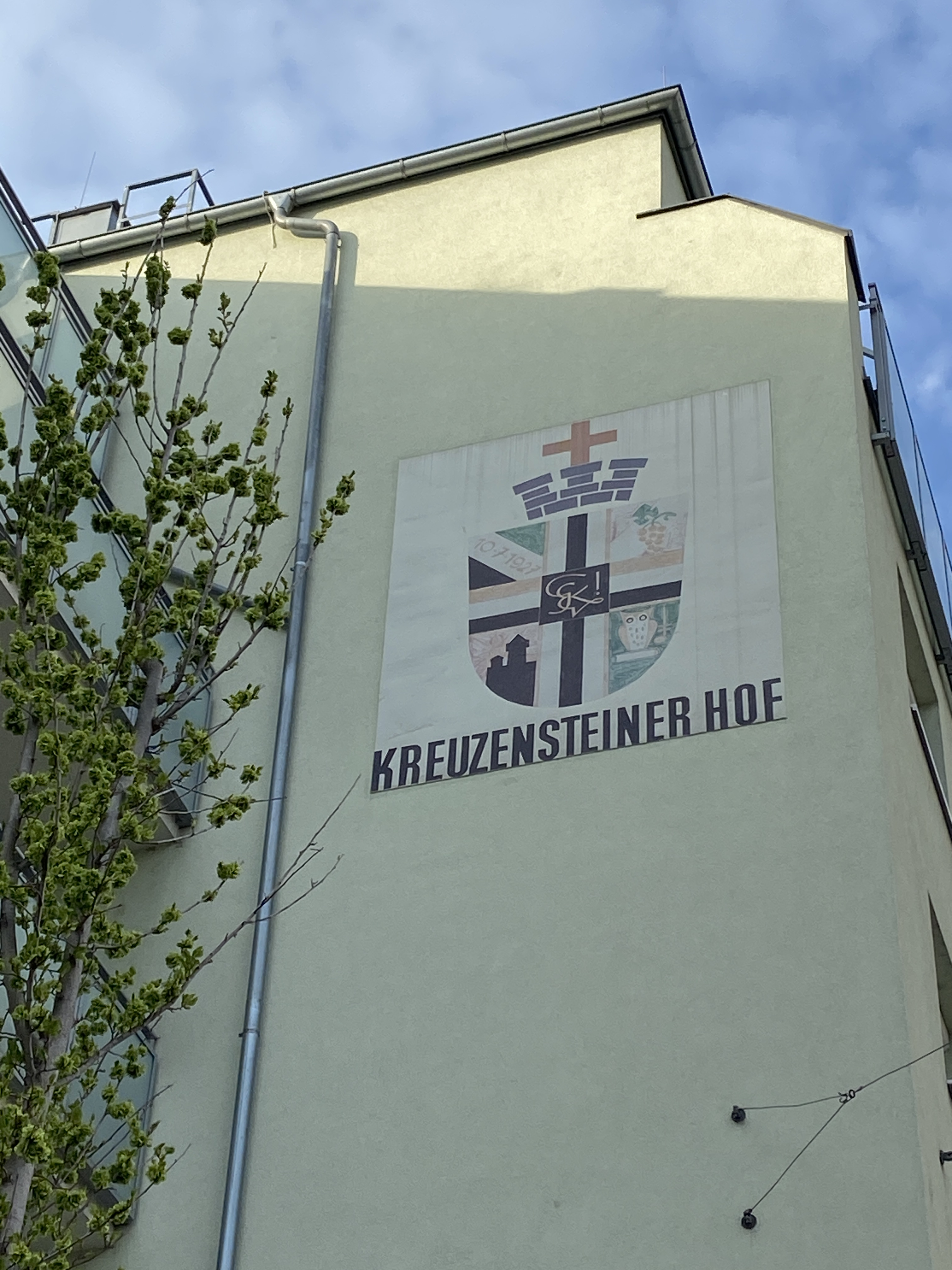
Kreuzensteinerhof: Vollwappen der K.Ö.St.V. Kreuzenstein Wien
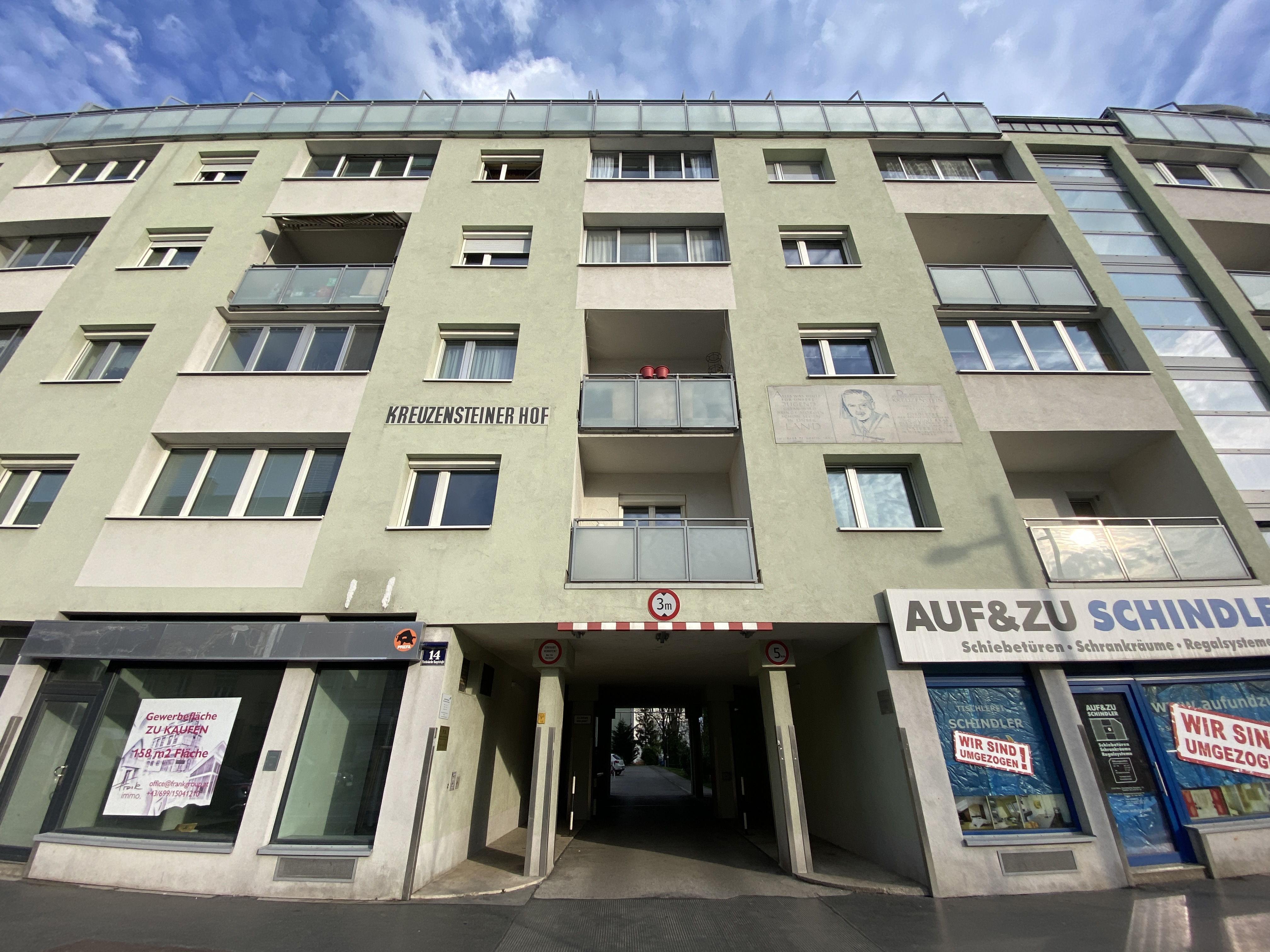
Kreuzensteinerhof, Fassade, Floridsdorfer Hauptstraße 14
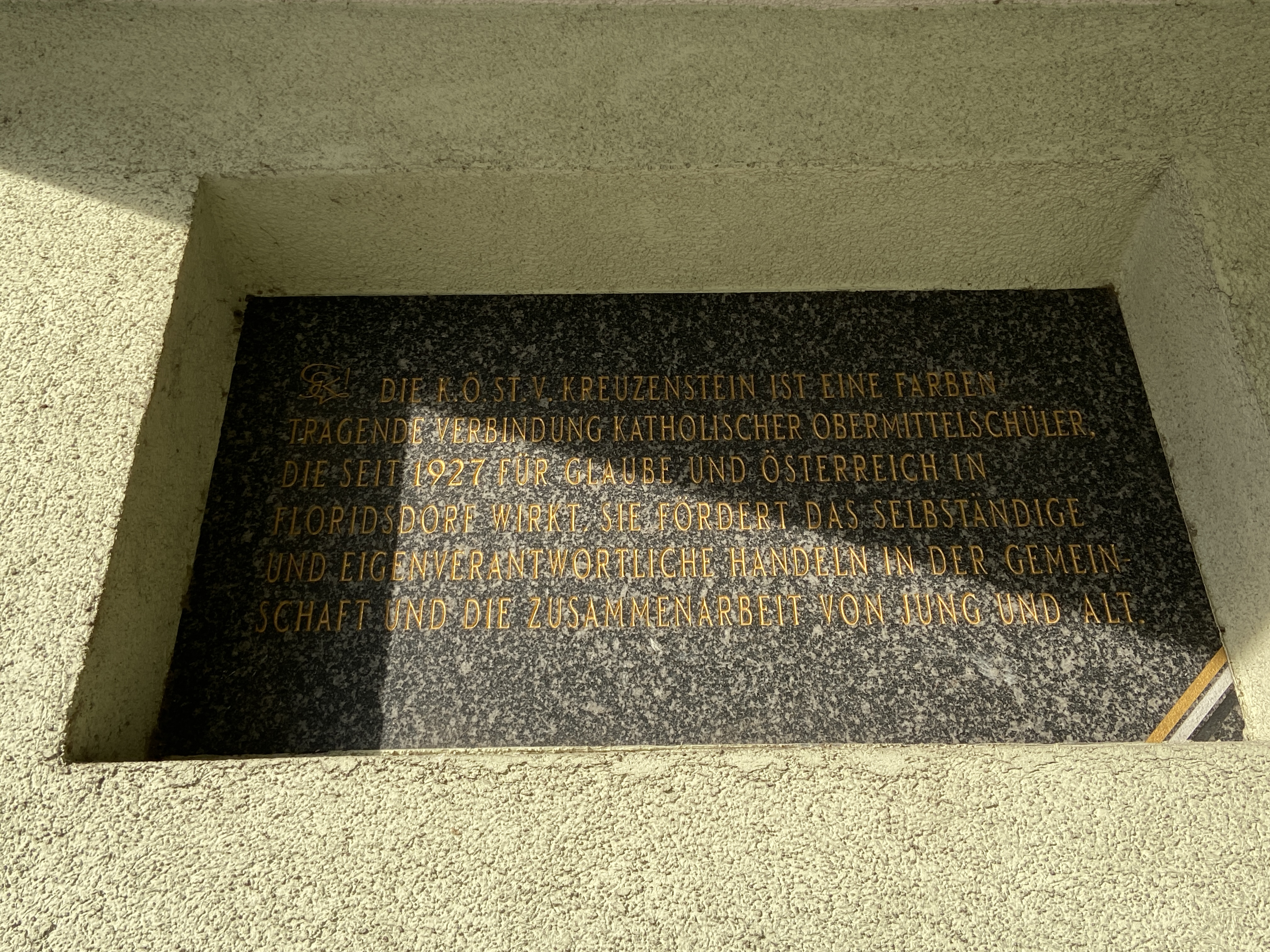
Kreuzensteinerhof, Floridsdorfer Hauptstraße 14, Hofeinfahrt, Gedenktafel K.Ö.St.V. Kreuzenstein Wien
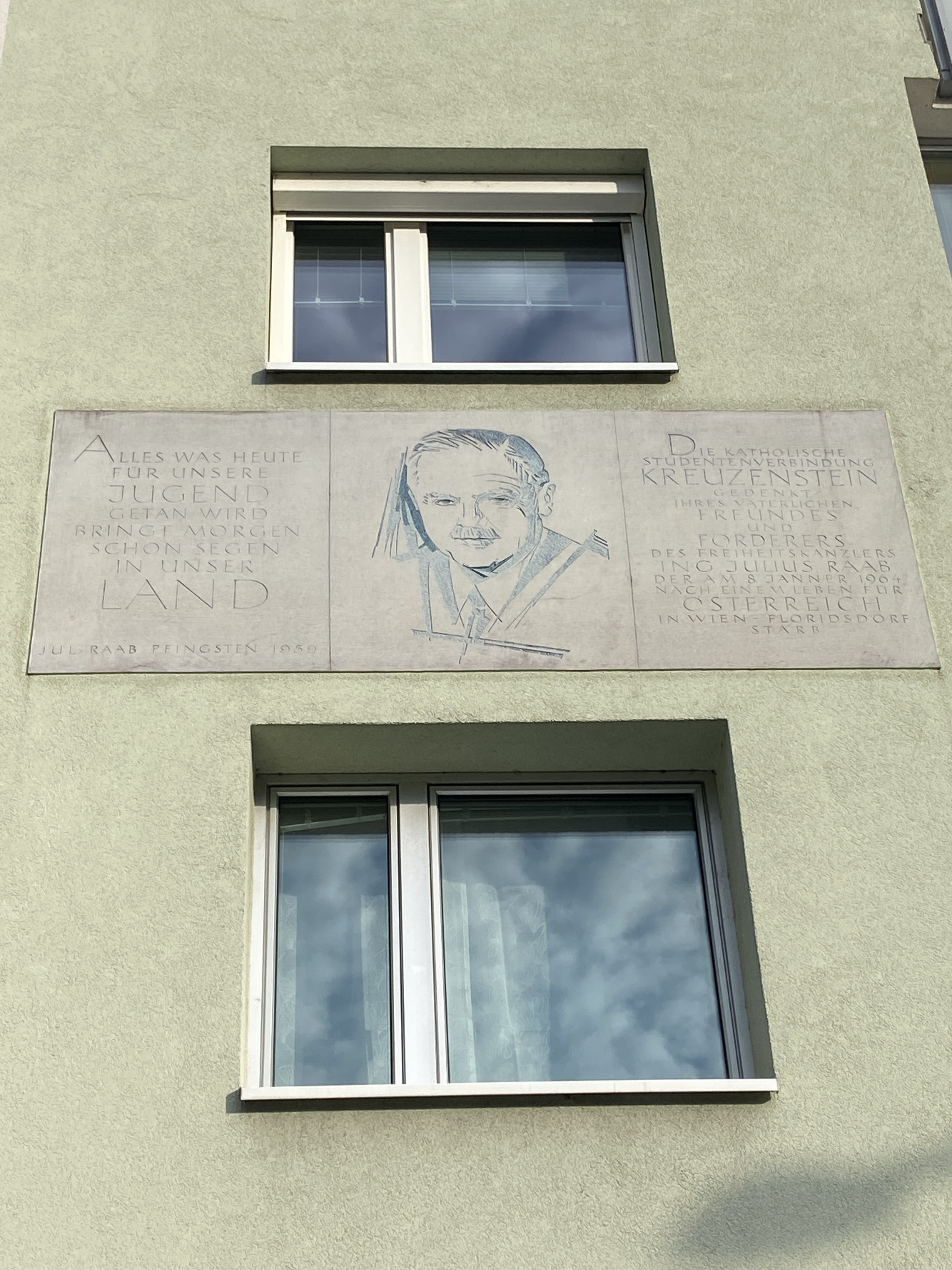
Kreuzensteinerhof, Fassade, Floridsdorfer Hauptstraße 14, Inschrift zu Julius Raab und Porträtzeichnung von Julius Raab